# Liste der Naturdenkmale in Machern

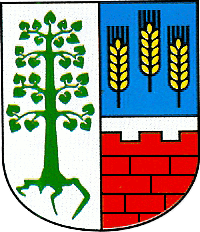
Wappen von Machern

Lage von Machern

In der Liste der Naturdenkmale in Machern werden die Einzel-Naturdenkmale, Geotope und Flächennaturdenkmale im Stadtgebiet Machern im Landkreis Leipzig und ihren Ortsteilen Dögnitz, Gerichshain, Lübschütz, Plagwitz, Posthausen und Püchau aufgeführt.
Bisher sind laut der angegebenen Quellen 6 Einzel-Naturdenkmal, 0 Geotope und 4 Flächennaturdenkmale bekannt und hier aufgelistet.
Die Angaben der Liste basieren auf Daten der Bekanntmachungs-Seite des Landkreises und den Daten auf dem Geoportal des Landkreises Leipzig.

## Definition
„Gesetz über Naturschutz und Landschaftspflege (BNatSchG), § 28 Naturdenkmäler:
 Naturdenkmäler sind rechtsverbindlich festgesetzte Einzelschöpfungen der Natur oder entsprechende Flächen bis zu fünf Hektar, deren besonderer Schutz erforderlich ist
1. aus wissenschaftlichen, naturgeschichtlichen oder landeskundlichen Gründen oder
2. wegen ihrer Seltenheit, Eigenart oder Schönheit.“

„SächsNatSchG, § 18 Naturdenkmäler (zu § 28 BNatSchG):
1. Die Erklärung nach § 22 Abs. 1 BNatSchG von Teilen von Natur und Landschaft als Naturdenkmal erfolgt durch Rechtsverordnung oder Einzelanordnung.
2. Über § 28 Abs. 1 BNatSchG hinaus können Naturdenkmäler zur Sicherung von Lebensgemeinschaften oder Lebensstätten von im Bestand gefährdeten oder streng geschützten Arten festgesetzt werden.“

## Legende
- Bild: zeigt ein vorhandenes Foto des Naturdenkmals.
- ND/GEO/FND-Nr: zeigt die jeweilige Nr. des Objekts – ND (Einzel-)Naturdenkmal, GEO Geotope oder FND (Flächen-Naturdenkmal)
- Beschreibung: beschreibt das Objekt näher
- Koordinaten: zeigt die Lage auf der Karte
- Quelle: Link zur Referenzquelle

## (Einzel-)Naturdenkmale (ND)
| Bild           | ND-Nr. | Ortsteil | Alter      | Beschreibung | Koordinaten                                         | Quellen                       |
| -------------- | ------ | -------- | ---------- | --- | --------------------------------------------------- | ----------------------------- |
| Weitere Bilder | ND 87  | Machern  | unb.       | Eibe (Taxus baccata) am Schlosspark Machern, westlich des Schlosses, an kleiner Baumallee neben Bibliothek, Schloßplatz 3              | 51° 21′ 41″ N, 12° 37′ 49″ O (Flurstück-Nr. 1051/1) | SG Naturschutz: VO 2013-09-03 |
| Weitere Bilder | ND 88  | Machern  | ca. 250 J. | Stieleiche (Quercus robur) am nördlichen Ufer des Schwemmteich im Schlosspark Machern                                                  | 51° 21′ 47″ N, 12° 37′ 59″ O (Flurstück-Nr. 893/1)  | SG Naturschutz: VO 2020-07-15 |
| Weitere Bilder | ND 89  | Machern  | unb.       | Rotbuche (Fagus sylvatica), Einzelbaum im Gotenholz am Weißackerweg (auch Sorgenweg genannt), nordöstlich Funkturm auf dem Sorgenberg  | 51° 22′ 22″ N, 12° 37′ 57″ O (Flurstück-Nr. 954)    | SG Naturschutz: VO 2001-03-01 |
| Weitere Bilder | ND 90  | Machern  | unb.       | Rotbuchen (Fagus sylvatica), Baumgruppe im Gotenholz am Weißackerweg (auch Sorgenweg genannt), nordöstlich Funkturm auf dem Sorgenberg | 51° 22′ 24″ N, 12° 37′ 58″ O (Flurstück-Nr. 970)    | SG Naturschutz: VO 2001-03-01 |
| Weitere Bilder | ND 91  | Püchau   | ca. 300    | Buschs Eiche, ehemalige Fürsteneiche (Quercus robur), neben Dögnitzer Straße 6 östlich Tiergartenteich in Püchau                       | 51° 23′ 52″ N, 12° 39′ 18″ O (Flurstück-Nr. 785/1)  | SG Naturschutz: VO 2001-03-01 |
| Bild gesucht   | ND 92  | Püchau   | unb.       | Flatter-Ulmen (Ulmus laevis), Baumgruppe nordöstlich Püchau in den westlichen Auwiesen der Mulde                                       | 51° 24′ 32″ N, 12° 39′ 48″ O (Flurstück-Nr. 871/6)  | SG Naturschutz: VO 2001-03-01 |

## Flächennaturdenkmale
| Bild           | FND-Nr.   | Name                       | Beschreibung | Verordnet  | Fläche    | Koordinaten                  | Quellen                        |
| -------------- | --------- | -------------------------- | --- | ---------- | --------- | ---------------------------- | ------------------------------ |
| Weitere Bilder | l_la: 020 | Wiese am Iristeich         | Feuchtwiese am Tresenbach, am Übergang vom Tresenwald zum Gotenholz, Teil des LSG Lübschützer Teiche - Tresenwald, nördlich des Golfplatz           | 19.12.1986 | 6.624 m²  | 51° 22′ 50″ N, 12° 37′ 8″ O  | Beschluss RdK Wurzen 127-26/86 |
| Weitere Bilder | l_la: 023 | Quellgebiet Plagwitzer Weg | Waldfeuchtwiese als Quellgebiet eines der Zuflüsse des Iristeich, östlich am Golfplatz zwischen Tresenwald und Gotenholz, nördlich Ortslage Machern | 19.12.1986 | 13.570 m² | 51° 22′ 26″ N, 12° 37′ 20″ O | Beschluss RdK Wurzen 127-26/86 |
| Bild gesucht   | l_la: 024 | Pfaffenbusch mit Teich     | Pfaffenteich und Umgebungswald, südlich Ortslage Machern                                                                                            | 19.12.1986 | 15.736 m² | 51° 20′ 56″ N, 12° 37′ 28″ O | Beschluss RdK Wurzen 127-26/86 |
| Weitere Bilder | l_la: 025 | Kleine Zauche              | Flurwald am Zaucheteich, nördlichster Teil des Planitzwald zwischen Bahnstrecke Leipzig-Wurzen und B 6                                              | 19.12.1986 | 28.623 m² | 51° 21′ 27″ N, 12° 39′ 56″ O | Beschluss RdK Wurzen 127-26/86 |